# Irland i olympiska sommarspelen 2008
Irland i olympiska sommarspelen 2008 bestod av 54 idrottare som blivit uttagna av Irlands olympiska kommitté. Landet tog 3 medaljer, 1 silver och 2 brons under spelen.

## Badminton
- Huvudartikel: Badminton vid olympiska sommarspelen 2008
- Herrar

| Namn        | Gren   | 32-delsfinal                       | 16-delsfinal     | 8-delsfinal      | Kvartsfinal      | Semifinal        | Final            | Final            |
| Namn        | Gren   | Resultat                           | Resultat         | Resultat         | Resultat         | Resultat         | Resultat         | Plats            |
| ----------- | ------ | ---------------------------------- | ---------------- | ---------------- | ---------------- | ---------------- | ---------------- | ---------------- |
| Scott Evans | Singel | Zwiebler (GER) L 18-21 21-18 19-21 | Gick inte vidare | Gick inte vidare | Gick inte vidare | Gick inte vidare | Gick inte vidare | Gick inte vidare |

- Damer

| Namn        | Gren   | 32-delsfinal                      | 16-delsfinal                     | 8-delsfinal      | Kvartsfinal      | Semifinal        | Final            | Final            |                  |
| Namn        | Gren   | Resultat                          | Resultat                         | Resultat         | Resultat         | Resultat         | Resultat         | Plats            |                  |
| ----------- | ------ | --------------------------------- | -------------------------------- | ---------------- | ---------------- | ---------------- | ---------------- | ---------------- | ---------------- |
| Chloe Magee | Singel | Tolmoff (EST) W 18-21 21-18 21-19 | Jun Jae-youn (KOR) L 21-12 21-13 | Gick inte vidare | Gick inte vidare | Gick inte vidare | Gick inte vidare | Gick inte vidare | Gick inte vidare |

## Boxning
- Huvudartikel: Boxning vid olympiska sommarspelen 2008

| Tävlande          | Viktklass       | Sextondelsfinal                | Åttondelsfinal                    | Kvartsfinal                  | Semifinal                  | Final                       |                  |
| Tävlande          | Viktklass       | Motståndare Resultat           | Motståndare Resultat              | Motståndare Resultat         | Motståndare Resultat       | Motståndare Resultat        |                  |
| ----------------- | --------------- | ------------------------------ | --------------------------------- | ---------------------------- | -------------------------- | --------------------------- | ---------------- |
| Paddy Barnes      | Lätt flugvikt   | Bye                            | Jose Luis Meza (ECU) W 14-8       | Łukasz Maszczyk (POL) W 11-5 | Zou Shiming (CHN) L 15-0   | Gick inte vidare            |                  |
| John Joe Nevin    | Bantamvikt      | Abdelhalim Ourradi (ALG) W 9-4 | Enkhbatyn Badar-Uugan (MGL) L 9-2 | Gick inte vidare             | Gick inte vidare           | Gick inte vidare            | Gick inte vidare |
| John Joe Joyce    | Lätt weltervikt | Gyula Kate (HUN) W 9-5         | Felix Diaz (DOM) L +11-11 (CB)    | Gick inte vidare             | Gick inte vidare           | Gick inte vidare            | Gick inte vidare |
| Darren Sutherland | Mellanvikt      | Bye                            | Nabil Kassel (ALG) W RSC          | Alfonso Blanco (VEN) W 11-1  | James DeGale (GBR) L 10-3  | Gick inte vidare            |                  |
| Kenny Egan        | Lätt tungvikt   | Julius Jackson (ISV) W 22-2    | Bahram Muzaffer (TUR) W 10-2      | Washington Silva (BRA) W 8-0 | Tony Jeffries (GER) W 10-3 | Zhang Xiaoping (CHN) L 11-7 |                  |

## Cykling
- Huvudartikel: Cykling vid olympiska sommarspelen 2008

### Mountainbike
Herrar
| Cyklist       | Gren         | Tid | Placering |
| ------------- | ------------ | --- | --------- |
| Robin Seymour | Mountainbike | DNF | DNF       |

### Landsväg
Herrar
| Cyklist        | Gren         | Tid              | Placering |
| -------------- | ------------ | ---------------- | --------- |
| Philip Deignan | Mountainbike | 6:39:42 (+15:53) | 81        |
| Nicholas Roche | Mountainbike | 6:34:26 (+10:37) | 64        |

### Bana
Herrarnas individuella förföljelse
| David O'Loughlin | Förföljelse | 4:26.102 | 11 | Gick inte vidare | Gick inte vidare | Gick inte vidare | Gick inte vidare | Gick inte vidare | Gick inte vidare |

## Friidrott
- Huvudartikel: Friidrott vid olympiska sommarspelen 2008

Förkortningar
- Noteringar – Placeringarna avser endast löparens eget heat
- Q = Kvalificerad till nästa omgång
- q = Kvalificerade sig till nästa omgång som den snabbaste idrottaren eller, i fältgrenarna, via placering utan att uppnå kvalgränsen.
- NR = Nationellt rekord
- N/A = Omgången ingick inte i grenen
- Bye = Idrottaren behövde inte delta i denna omgång

Herrar
Bana och landsväg
| Idrottare        | Gren       | Heat     | Heat      | Kvartsfinal | Kvartsfinal | Semifinal        | Semifinal        | Final            | Final            |
| Idrottare        | Gren       | Resultat | Placering | Resultat    | Placering   | Resultat         | Placering        | Resultat         | Placering        |
| ---------------- | ---------- | -------- | --------- | ----------- | ----------- | ---------------- | ---------------- | ---------------- | ---------------- |
| Paul Hession     | 200 m      | 20.59    | 3 Q       | 20.32       | 1 Q         | 20.38            | 5                | Gick inte vidare | Gick inte vidare |
| David Gillick    | 400 m      | 45.83    | 4         | i.u.        | i.u.        | Gick inte vidare | Gick inte vidare | Gick inte vidare | Gick inte vidare |
| Thomas Chamney   | 800 m      | 1:47.66  | 5         | i.u.        | i.u.        | Gick inte vidare | Gick inte vidare | Gick inte vidare | Gick inte vidare |
| Alistair Cragg   | 1 500 m    | 3:44.90  | 8         | i.u.        | i.u.        | Gick inte vidare | Gick inte vidare | Gick inte vidare | Gick inte vidare |
| Alistair Cragg   | 5 000 m    | 13:38.57 | 6 q       | i.u.        | i.u.        | i.u.             | i.u.             | DNF              | DNF              |
| Martin Fagan     | Maraton    | i.u.     | i.u.      | i.u.        | i.u.        | i.u.             | i.u.             | DNF              | DNF              |
| Robert Heffernan | 20 km gång | i.u.     | i.u.      | i.u.        | i.u.        | i.u.             | i.u.             | 1:20:36          | 8                |
| Jamie Costin     | 50 km gång | i.u.     | i.u.      | i.u.        | i.u.        | i.u.             | i.u.             | 4:15:16          | 44               |
| Colin Griffin    | 50 km gång | i.u.     | i.u.      | i.u.        | i.u.        | i.u.             | i.u.             | DSQ              | DSQ              |

Damer
Bana & landsväg
| Idrottare         | Gren           | Heat     | Heat      | Semifinal        | Semifinal        | Final            | Final            |
| Idrottare         | Gren           | Resultat | Placering | Resultat         | Placering        | Resultat         | Placering        |
| ----------------- | -------------- | -------- | --------- | ---------------- | ---------------- | ---------------- | ---------------- |
| Joanne Cuddihy    | 400 m          | 53.32    | 6         | Gick inte vidare | Gick inte vidare | Gick inte vidare | Gick inte vidare |
| Derval O'Rourke   | 100 m häck     | 13.22    | 6         | Gick inte vidare | Gick inte vidare | Gick inte vidare | Gick inte vidare |
| Michelle Carey    | 400 m häck     | 57.99    | 7         | Gick inte vidare | Gick inte vidare | Gick inte vidare | Gick inte vidare |
| Fionnuala Britton | 3 000 m hinder | 9:43.57  | 10        | i.u.             | i.u.             | Gick inte vidare | Gick inte vidare |
| Roisin McGettigan | 3 000 m hinder | 9:28.92  | 2 Q       | i.u.             | i.u.             | 9:55.89          | 14               |
| Pauline Curley    | Maraton        | i.u.     | i.u.      | i.u.             | i.u.             | 2:47:16          | 63               |
| Olive Loughnane   | 20 km gång     | i.u.     | i.u.      | i.u.             | i.u.             | 1:27:45          | 7                |

Fältgrenar
| Idrottare       | Gren          | Kval  | Kval      | Final            | Final            |
| Idrottare       | Gren          | Längd | Placering | Längd            | Placering        |
| --------------- | ------------- | ----- | --------- | ---------------- | ---------------- |
| Eileen O'Keeffe | Släggkastning | 67.66 | 23        | Gick inte vidare | Gick inte vidare |

## Fäktning
- Huvudartikel: Fäktning vid olympiska sommarspelen 2008

Damer
| Idrottare     | Gren                | Omgång 1                | Sextondelsfinal   | Åttondelsfinal    | Kvartsfinal       | Semifinal         | Final / BM        | Final / BM       |
| Idrottare     | Gren                | Motståndare Poäng       | Motståndare Poäng | Motståndare Poäng | Motståndare Poäng | Motståndare Poäng | Motståndare Poäng | Placering        |
| ------------- | ------------------- | ----------------------- | ----------------- | ----------------- | ----------------- | ----------------- | ----------------- | ---------------- |
| Siobhan Byrne | Sabel, individuellt | Więckowska (POL) L 8–15 | Gick inte vidare  | Gick inte vidare  | Gick inte vidare  | Gick inte vidare  | Gick inte vidare  | Gick inte vidare |

## Kanotsport
Slalom
| Eoin Rheinisch | Herrarnas K-1 slalom | 88.52 | 18 | 87.81 | 12 | 176.33 | 15 Q | 88.85 | 10 Q | 88.06 | 4 | 176.91 | 4 |

## Ridsport

### Fälttävlan
| Ryttare                                                                  | Häst                 | Gren                    | Dressyr | Dressyr   | Terräng | Terräng  | Terräng   | Hoppning     | Hoppning     | Hoppning     | Hoppning         | Hoppning         | Hoppning         | Totalt | Totalt    |
| Ryttare                                                                  | Häst                 | Gren                    | Dressyr | Dressyr   | Terräng | Terräng  | Terräng   | Kvalificerad | Kvalificerad | Kvalificerad | Final            | Final            | Final            | Totalt | Totalt    |
| Ryttare                                                                  | Häst                 | Gren                    | Straff  | Placering | Straff  | Totalt   | Placering | Straff       | Totalt       | Placering    | Straff           | Totalt           | Placering        | Straff | Placering |
| ------------------------------------------------------------------------ | -------------------- | ----------------------- | ------- | --------- | ------- | -------- | --------- | ------------ | ------------ | ------------ | ---------------- | ---------------- | ---------------- | ------ | --------- |
| Geoffrey Curran                                                          | Kilkishen            | Individuell fälttävlan  | 61.70 # | 59        | 30.40   | 92.10    | 39        | 2.00         | 94.10        | 33           | Gick inte vidare | Gick inte vidare | Gick inte vidare | 94.10  | 32        |
| Niall Griffin                                                            | Lorgaine             | Individuell fälttävlan  | 50.60   | 35        | 46.40   | 97.00 #  | 41        | 12.00        | 109.00 #     | 39           | Gick inte vidare | Gick inte vidare | Gick inte vidare | 109.00 | 38        |
| Louise Lyons                                                             | Watership Down       | Individuell fälttävlan  | 57.40   | 55        | 28.40   | 85.80    | 35        | 9.00         | 94.80        | 34           | Gick inte vidare | Gick inte vidare | Gick inte vidare | 94.80  | 33        |
| Austin O'Connor                                                          | Hobby Du Mee         | Individuell fälttävlan  | 52.80   | 42        | 34.40   | 87.20    | 36        | 0.00         | 87.20        | 27 Q         | 0.00             | 87.20            | 21               | 87.20  | 21        |
| Patricia Ryan                                                            | Fernhill Clover Mist | Individuell fälttävlan  | 78.70 # | 68        | 34.80   | 113.50 # | 47        | 13.00        | 126.50 #     | 44           | Gick inte vidare | Gick inte vidare | Gick inte vidare | 126.50 | 43        |
| Geoffrey Curran Niall Griffin Louise Lyons Austin O'Connor Patricia Ryan | Se ovan              | Lagtävling i fälttävlan | 160.80  | 10        | 104.30  | 265.10   | 8         | 11.00        | 276.10       | 8            | i.u.             | i.u.             | i.u.             | 276.10 | 8         |

### Hoppning
| Ryttare     | Häst     | Gren                 | Kval     | Kval      | Kval     | Kval     | Kval      | Kval     | Kval     | Kval      | Final       | Final       | Final       | Final       | Final       | Totalt      | Totalt      |
| Ryttare     | Häst     | Gren                 | Omgång 1 | Omgång 1  | Omgång 2 | Omgång 2 | Omgång 2  | Omgång 3 | Omgång 3 | Omgång 3  | Omgång A    | Omgång A    | Omgång B    | Omgång B    | Omgång B    | Totalt      | Totalt      |
| Ryttare     | Häst     | Gren                 | Straff   | Placering | Straff   | Totalt   | Placering | Straff   | Totalt   | Placering | Straff      | Placering   | Straff      | Totalt      | Placering   | Straff      | Placering   |
| ----------- | -------- | -------------------- | -------- | --------- | -------- | -------- | --------- | -------- | -------- | --------- | ----------- | ----------- | ----------- | ----------- | ----------- | ----------- | ----------- |
| Denis Lynch | Lantinus | Individuell hoppning | 1        | =14       | 1        | 2        | 4 Q       | 6        | 8        | 8 Q       | Drog sig ur | Drog sig ur | Drog sig ur | Drog sig ur | Drog sig ur | Drog sig ur | Drog sig ur |

## Rodd
Herrar
| Idrottare                                                     | Gren                        | Heat    | Heat      | Återkval | Återkval  | Semifinal | Semifinal | Final   | Final     | Final |
| Idrottare                                                     | Gren                        | Tid     | Placering | Tid      | Placering | Tid       | Placering | Tid     | Placering |       |
| ------------------------------------------------------------- | --------------------------- | ------- | --------- | -------- | --------- | --------- | --------- | ------- | --------- | ----- |
| Sean Casey Jonno Devlin Cormac Folan Sean O'Neill             | Fyra utan styrman           | 6:02,85 | 3 SA/B    | BYE      | BYE       | 5:58,14   | 6 FB      | 6:07,97 | 10        |       |
| Richard Archibald Paul Griffin Cathal Moynihan Gearoid Towey* | Lättvikts-fyra utan styrman | 5:52,32 | 4 R       | 6:21,81  | 1 SA/B    | 6:13,85   | 4 FB      | 6:06,02 | 10        |       |

## Segling
Herrar
| Seglare                     | Gren    | Lopp | Lopp | Lopp | Lopp | Lopp | Lopp | Lopp | Lopp | Lopp | Lopp | Lopp | Summerad poäng | Finalplacering |
| Seglare                     | Gren    | 1    | 2    | 3    | 4    | 5    | 6    | 7    | 8    | 9    | 10   | M*   | Summerad poäng | Finalplacering |
| --------------------------- | ------- | ---- | ---- | ---- | ---- | ---- | ---- | ---- | ---- | ---- | ---- | ---- | -------------- | -------------- |
| Philip Lawton Gerald Owens  | 470     | 22   | 1    | 17   | 15   | 1    | 25   | 21   | 15   | 13   | 24   | EL   | 129            | 16             |
| Stephen Milne Peter O'Leary | Starbåt | 6    | 12   | 7    | 10   | 12   | 13   | 13   | 8    | 11   | 12   | EL   | 91             | 13             |

M = Medaljlopp; EL = Eliminerad – gick inte vidare till medaljloppet;
Damer
| Seglare     | Gren         | Lopp | Lopp | Lopp | Lopp | Lopp | Lopp | Lopp | Lopp | Lopp | Lopp | Lopp | Summerad poäng | Finalplacering |
| Seglare     | Gren         | 1    | 2    | 3    | 4    | 5    | 6    | 7    | 8    | 9    | 10   | M*   | Summerad poäng | Finalplacering |
| ----------- | ------------ | ---- | ---- | ---- | ---- | ---- | ---- | ---- | ---- | ---- | ---- | ---- | -------------- | -------------- |
| Ciara Peelo | Laser radial | 23   | 17   | 15   | 7    | 13   | 24   | 25   | 18   | 10   | CAN  | EL   | 127            | 23             |

M = Medaljlopp; EL = Eliminerad – gick inte vidare till medaljloppet;
Öppen
| Seglare      | Gren      | Lopp | Lopp | Lopp | Lopp | Lopp | Lopp | Lopp | Lopp | Lopp | Lopp | Lopp | Summerad poäng | Finalplacering |
| Seglare      | Gren      | 1    | 2    | 3    | 4    | 5    | 6    | 7    | 8    | 9    | 10   | M*   | Summerad poäng | Finalplacering |
| ------------ | --------- | ---- | ---- | ---- | ---- | ---- | ---- | ---- | ---- | ---- | ---- | ---- | -------------- | -------------- |
| Tim Goodbody | Finnjolle | 22   | 13   | 15   | 15   | 17   | 16   | 21   | 15   | CAN  | CAN  | EL   | 112            | 21             |

M = Medaljlopp; EL = Eliminerad – gick inte vidare till medaljloppet;

## Simning
- Huvudartikel: Simning vid olympiska sommarspelen 2008

## Skytte
- Huvudartikel: Skytte vid olympiska sommarspelen 2008

## Triathlon
| Triathlet  | Gren               | Simning (1,5 km) | Trans 1 | Cykling (40 km) | Trans 2 | Löpning (10 km) | Total tid  | Placering |
| ---------- | ------------------ | ---------------- | ------- | --------------- | ------- | --------------- | ---------- | --------- |
| Emma Davis | Damernas triathlon | 20:17            | 0:32    | 1:06:03         | 0:28    | 39:09           | 2:06:29,36 | 37        |